# Louis Durey

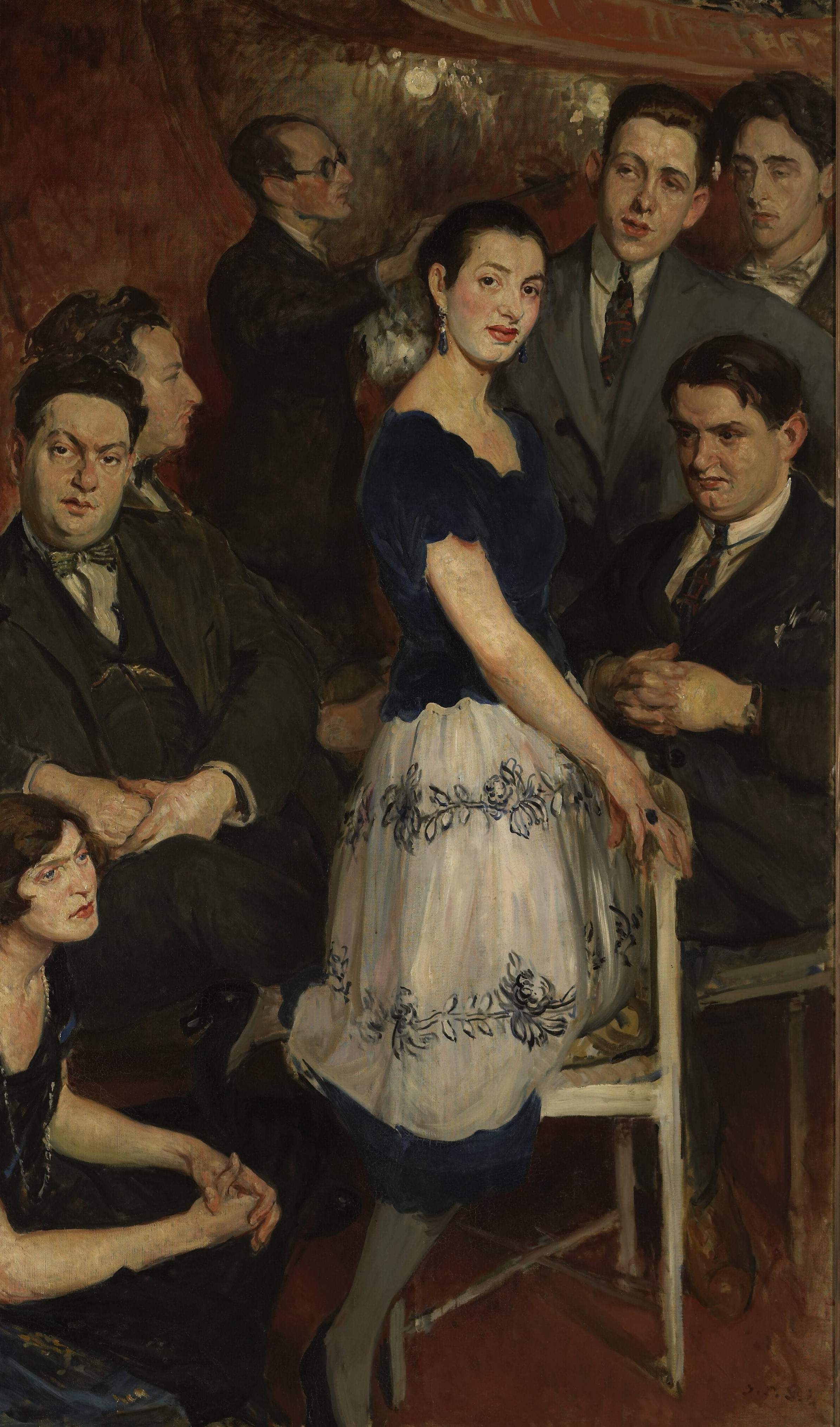
Jacques-Émile Blanche: Le Groupe des Six (1921). Im Zentrum die Pianistin Marcelle Meyer. Links (von unten nach oben): Germaine Tailleferre, Darius Milhaud, Arthur Honegger, Louis Durey. Rechts sitzt Georges Auric, dahinter Francis Poulenc sowie Jean Cocteau.

Louis Durey (* 27. Mai 1888 in Paris; † 3. Juli 1979 in St. Tropez) war ein französischer Komponist.

## Leben
Durey, Sohn eines Kaufmanns, wandte sich mit 19 Jahren der Musik zu, wobei er Protektion von Maurice Ravel genoss. Zusammen mit Francis Poulenc, Darius Milhaud, Arthur Honegger, Germaine Tailleferre und Georges Auric bildete er den losen Verband Les Six – eine Gruppe von jungen, dabei höchst unterschiedlichen Komponisten. Durey ist nie so stark hervorgetreten wie seine jüngeren Kollegen und zog sich auch bald wieder aus der Gruppe zurück (so versagte er auch die Mitarbeit an dem gemeinsam komponierten Ballett "Le Mariés de la Tour Eiffel"), um sich kommunistischer Kulturpolitik zu widmen. Demzufolge blieb er auch als Komponist weitgehend unbekannt.
Schon Anfang der 1920er Jahre distanzierte er sich von Jean Cocteau, der für die "Six" die Rolle eines spirituellen Mentors innehatte. Zur Zeit der deutschen Besatzung war er in der Résistance aktiv und verfasste antifaschistische Lieder. Nach dem Zweiten Weltkrieg blieb er Kommunist strikter Observanz, komponierte nur wenig und lebte von Musikkritiken in einer kommunistischen Zeitung.
Er schuf Orchesterwerke, Kammermusik (Streichquartette), Bühnen- und Filmmusiken.
| Personendaten    | Personendaten           |
| ---------------- | ----------------------- |
| NAME             | Durey, Louis            |
| KURZBESCHREIBUNG | französischer Komponist |
| GEBURTSDATUM     | 27. Mai 1888            |
| GEBURTSORT       | Paris, Frankreich       |
| STERBEDATUM      | 3. Juli 1979            |
| STERBEORT        | St. Tropez, Frankreich  |